# Krynki
Krynkiⓘ é um município no nordeste da Polônia. Pertence à voivodia da Podláquia, no condado de Sokółka. É a sede da comuna urbano-rural de Krynki.
Krynki recebeu os direitos de cidade antes de 1518, retirado em 1950 e os recuperou em 2009. A cidade real, fundada antes de 1518, estava localizada no condado de Grodno, na voivodia de Troki do Grão-Ducado da Lituânia.
Era o local de debates das assembleias da terra da voivodia de Miecislau em 1659. Entre 1975 e 1998, a cidade pertenceu administrativamente à voivodia de Białystok.
Estende-se por uma área de 3,8 km², com 2 122 habitantes, segundo o censo de 31 de dezembro de 2024, com uma densidade populacional de 553 hab./km².

## História
Em 1429, a corte de um duque foi construída na estrada que liga Cracóvia a Grodno. Em 1434, uma reunião de Ladislau II Jagelão com o grão-duque lituano Sigismundo Kęstutaitis foi organizada na corte de Kryński. Em 1509, Sigismundo I concedeu o brasão de armas a Krynki e em 1522, fundou uma igreja. Os direitos de cidade foram concedidos em 1569 (ou os direitos concedidos no início do século foram confirmados). A cidade desenvolveu-se dinamicamente. No final do século XVI, as Cidades Velha e Nova foram diferenciadas, criadas aldeias — subúrbios. Krynki estava localizada na zona econômica de Grodno.
Vários exércitos passaram por Krynki muitas vezes. Em 1706, o rei Carlos XII da Suécia permaneceu na cidade durante a Grande Guerra do Norte.
Desde o início do século XVI, os judeus começaram a se estabelecer em Krynki. Em 1639, eles receberam o privilégio de construir uma sinagoga, cemitério e mikvá, além de desenvolver comércio, construir tabernas e produzir bebida alcoólica. Em 1789, cerca de 700 judeus viviam na cidade. A comunidade judaica local era maior que a de Białystok e era uma das mais numerosas nessa parte do país. Na segunda metade do século XVIII, o famoso reformador, tesoureiro Antoni Tyzenhauz tornou-se o administrador da economia de Grodno. Graças a ele, a cidade foi reconstruída, dando-lhe um arranjo espacial original com uma praça de mercado hexagonal (praça estrelada) e doze ruas irradiando dela. Este sistema foi preservado até hoje e é a única praça desse tipo na Polônia. Após as Partições da Polônia, Krynki se encontrou no território do Império Russo, na partição russa.
No século XIX, a indústria se desenvolveu na cidade. As fábricas têxteis foram instaladas, principalmente graças a judeus e alemães da Polônia do Congresso. A maior fábrica foi a Liphart (fundada em 1860), empregando 106 operários. O desenvolvimento da indústria resultou em um rápido aumento no número de habitantes — para 3 336 em 1878. Os judeus representavam mais de 80%. A crise econômica da década de 1880 causou o declínio da indústria têxtil, e contribuiu para o desenvolvimento do curtume. O número de habitantes cresceu constantemente, chegando a 10 000 em 1914 (90% eram judeus). Inúmeras organizações judaicas foram estabelecidas. Havia mais de uma dúzia de chêderes (escolas onde meninos judeus, a partir de três anos, são iniciados no aprendizado do alfabeto hebraico e nos estudos do Torá) e uma yeshivá (escola secundária) em Krynki.
Na virada dos séculos XIX e XX, um forte movimento operário se desenvolveu na cidade, em que participaram trabalhadores poloneses e judeus e a cidade se tornou um foco dos movimentos grevistas. Em 1905, trabalhadores dos curtumes de Krynki, organizaram uma greve geral, como resultado da qual os trabalhadores ocuparam a cidade por alguns dias (um evento conhecido como “República Kyn/Krynec”).
Após a Primeira Guerra Mundial, a cidade lutou para se reconstruir. Um grande grupo de judeus partiu para a América e a Palestina. A população diminuiu pela metade. Em 1920, depois que a Polônia recuperou sua independência, Krynki se encontrou no condado de Grodno (com sede em Grodno) localizado na voivodia de Białystok.
Segundo o censo de 1921, 5 206 pessoas viviam na cidade, das quais 886 eram católicas, 801 ortodoxas, 6 evangélicas, 1 católica grega e 3 495 judeus, 3 maometanos e 17 ateus. Ao mesmo tempo, 1 083 habitantes declararam nacionalidade polonesa, 703 bielorrussa, 3 400 judia, 17 russa, 1 georgiana, 1 lituana e 1 alemã. Havia 734 edifícios residenciais.
Durante a Invasão da Polônia, o 13.º Esquadrão de Acompanhamento ficou estacionado na cidade.
Após dois anos de ocupação soviética, em junho de 1941 a cidade foi tomada pelos alemães. Cerca de 6 000 judeus passaram pelo gueto criado na cidade. Em 2 de novembro de 1942, aproximadamente 5 000 judeus de Krynki foram levados para um campo de trânsito em Kiełbasin, perto de Grodno. O gueto residual foi liquidado em 24 de janeiro de 1943. Os judeus de Krynki foram enviados para o campo de extermínio de Treblinka.
Entre 21 e 24 de julho de 1944, as tropas do 35.º Corpo de Fuzileiros do 3.º Exército soviético, comandadas pelo major-general Wiktor Żołudiew, lutaram para conquistar as posições de defesa alemã fortificadas em Krynki e seus arredores. Durante a inspeção da primeira linha de tropas atacantes, os veículos de comando do Corpo foram atacados pela artilharia alemã, como resultado da morte do comandante do Corpo e cerca de uma dúzia de oficiais e soldados que o acompanhavam. Como resultado dos combates, o 35.º Corpo de Fuzileiros, apoiado por forças do 40.º Corpo de Fuzileiros do tenente-general Władimir Kuzniecow, conquistou a cidade.
Quase destruída, a cidade nunca recuperou sua antiga glória. Em 1950, foi privado de seus direitos de cidade, restaurados em 2009. Os habitantes de Krynki trabalham principalmente na agricultura. A cidade é conhecida na região pela produção de água de nascente. Hoje, Krynki é habitada quase exclusivamente por poloneses, que constituem mais de 96% dos habitantes.

## Demografia
Conforme os dados do Escritório Central de Estatística da Polônia (GUS) de 31 de dezembro de 2024, Krynki é uma cidade muito pequena com uma população de 2 122 habitantes (28.º lugar na voivodia da Podláquia e 847.º na Polônia), tem uma área de 3,8 km² (38.º lugar na voivodia da Podláquia e 931.º lugar na Polônia) e uma densidade populacional de 553 hab./km² (17.º lugar na voivodia da Podláquia e 555.º lugar na Polônia). Nos anos 2009–2024, o número de habitantes diminuiu 18,2%.
Os habitantes de Krynki constituem cerca de 3,48% da população do condado de Sokółka, constituindo 0,19% da população da voivodia da Podláquia.
| Descrição                         | Total      | Total   | Mulheres   | Mulheres | Homens     | Homens  |
| --------------------------------- | ---------- | ------- | ---------- | -------- | ---------- | ------- |
| unidade                           | habitantes | %       | habitantes | %        | habitantes | %       |
| população                         | 2 122      | 100     | 1 107      | 52,2     | 1 015      | 47,8    |
| superfície                        | 3,8 km²    | 3,8 km² | 3,8 km²    | 3,8 km²  | 3,8 km²    | 3,8 km² |
| densidade populacional (hab./km²) | 553        | 553     | 288,7      | 288,7    | 264,3      | 264,3   |

## Monumentos históricos
- Igreja ortodoxa da Natividade da Mãe de Deus — paroquial, de tijolos, construída em 1864[21]
- Igreja católica de Santa Ana — paroquial erguida em 1907–1913, conforme o projeto de Stefan Szyller[22]
- Campanário do século XVIII — o edifício mais antigo de Krynki
- Cemitério judeu
- Capela ortodoxa de Santo Antão — cemitério, de madeira
- Sinagoga hassídica de Słonim — construída na segunda metade do século XIX, agora um armazém, uma das poucas sinagogas hassídicas preservadas e independentes na Polônia.
- Sinagoga caucasiana — construída em 1850, agora o Centro de Cultura e Esporte da Comunidade.
- Grande sinagoga — atualmente permanece em ruínas.

Na parte central de Krynki existe uma rotatória original, apenas uma na Polônia e uma das duas no mundo (a segunda em Paris), que irradia 12 ruas.

## Galeria

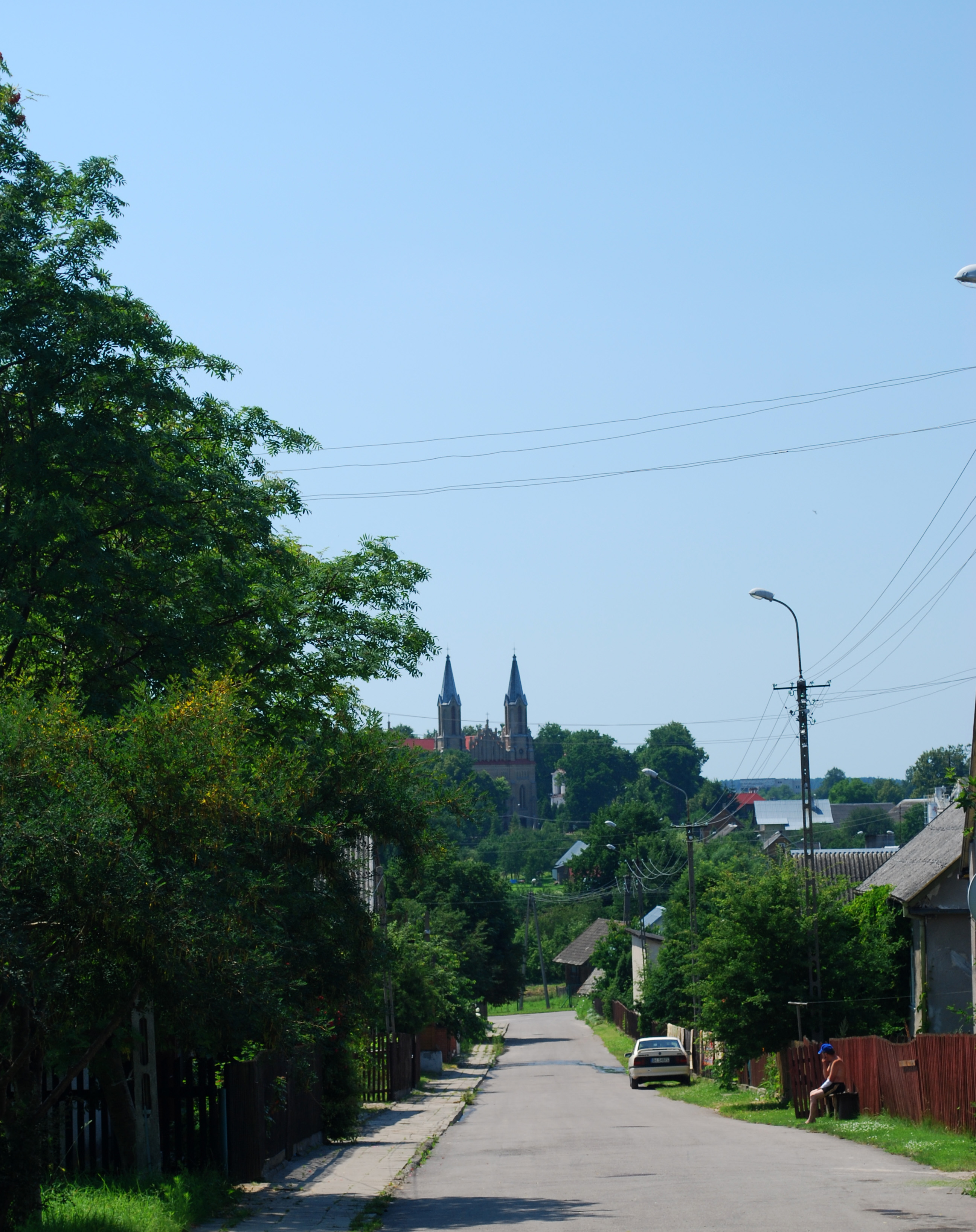
Rua Grochowa
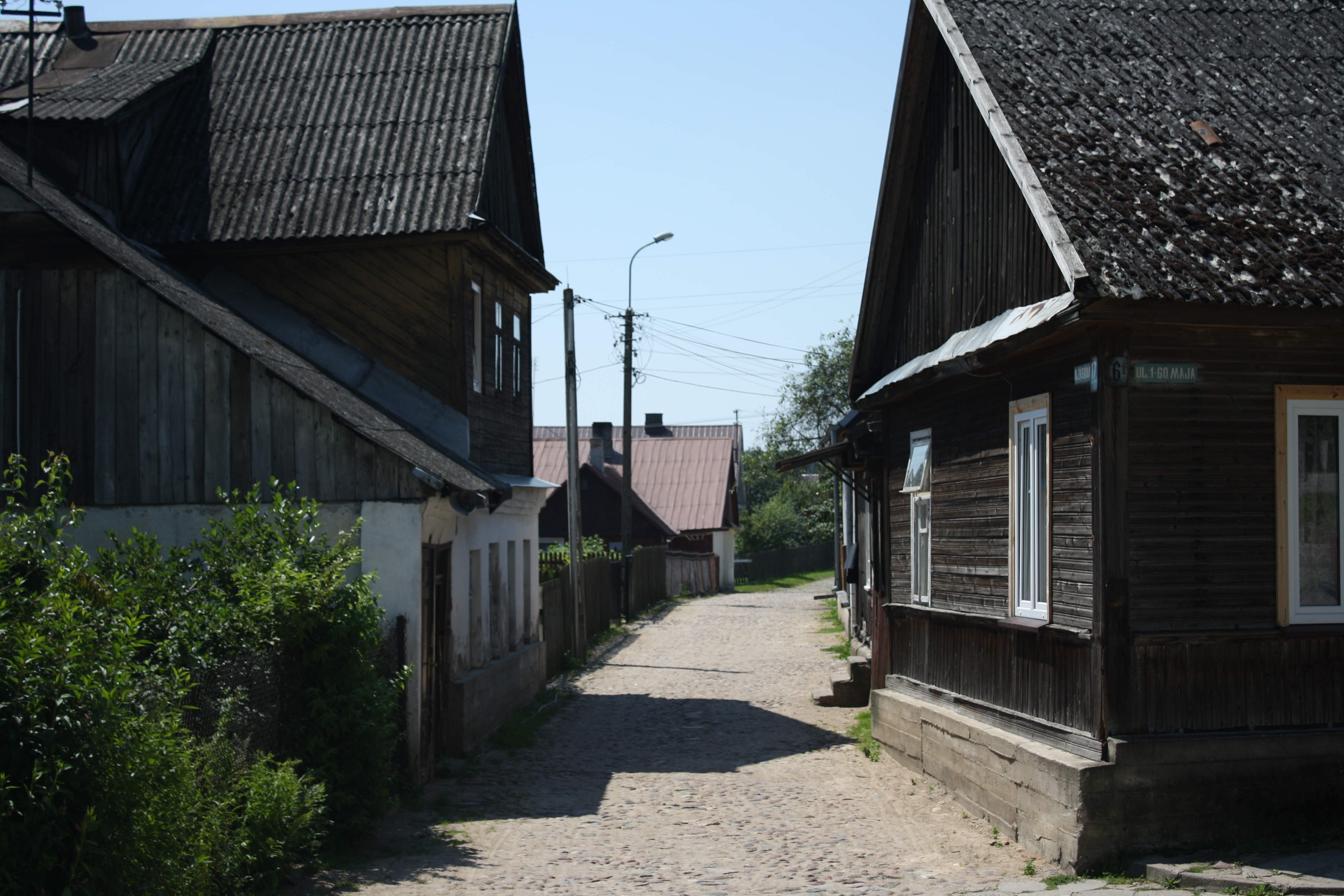
Rua Zaułek Szkolny em Krynki
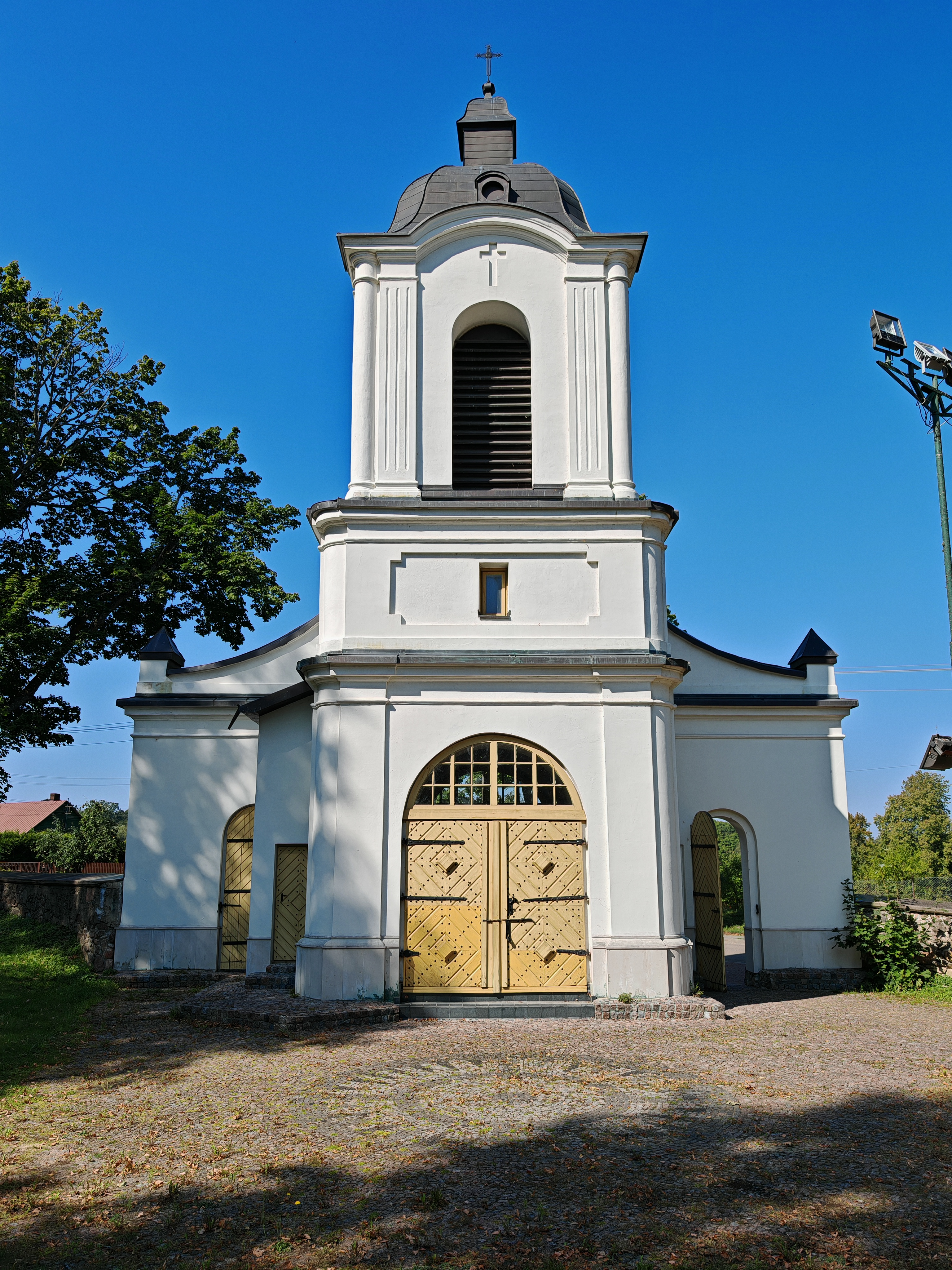
Campanário do século XVIII — o edifício mais antigo de Krynki
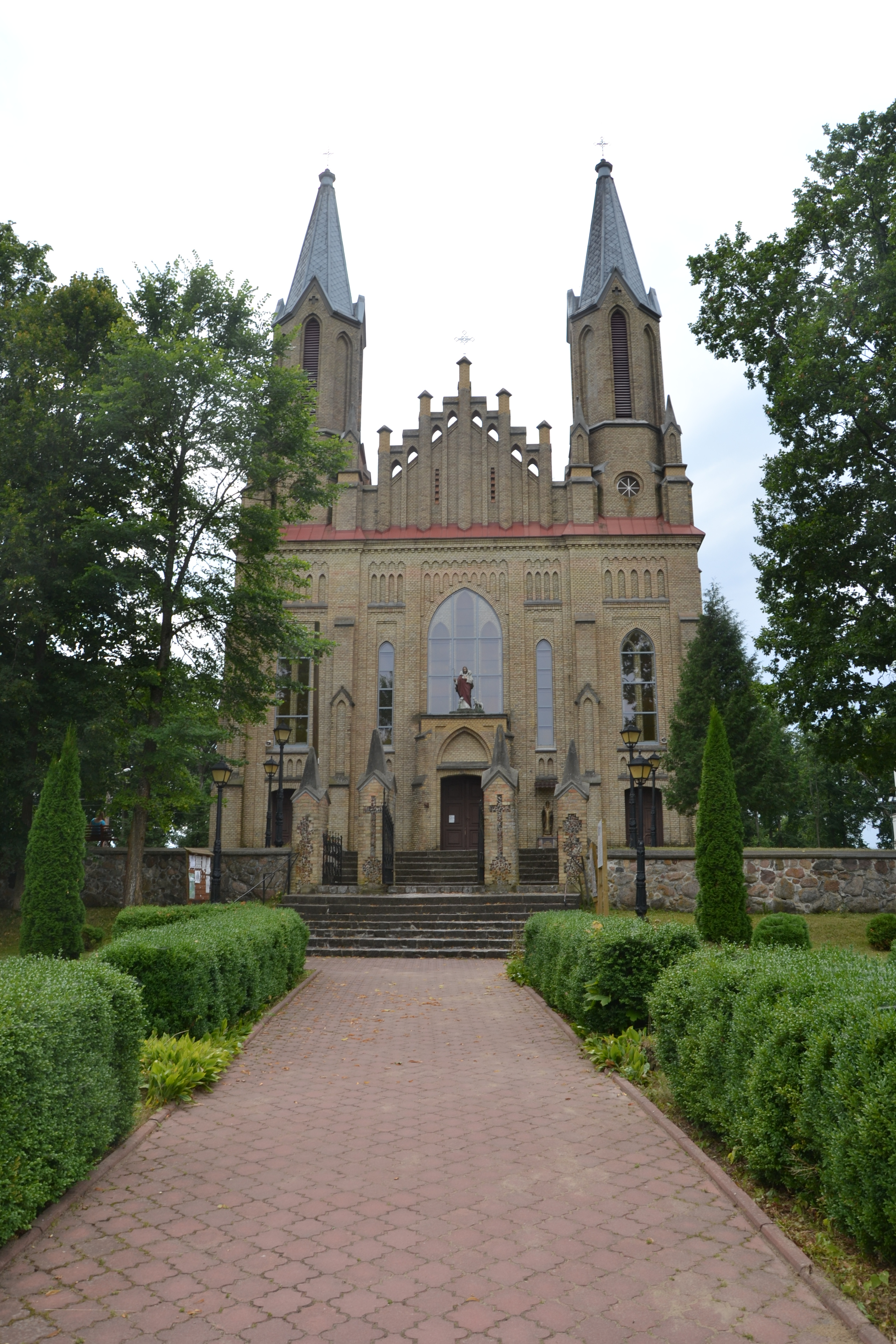
Igreja católica de Santa Ana
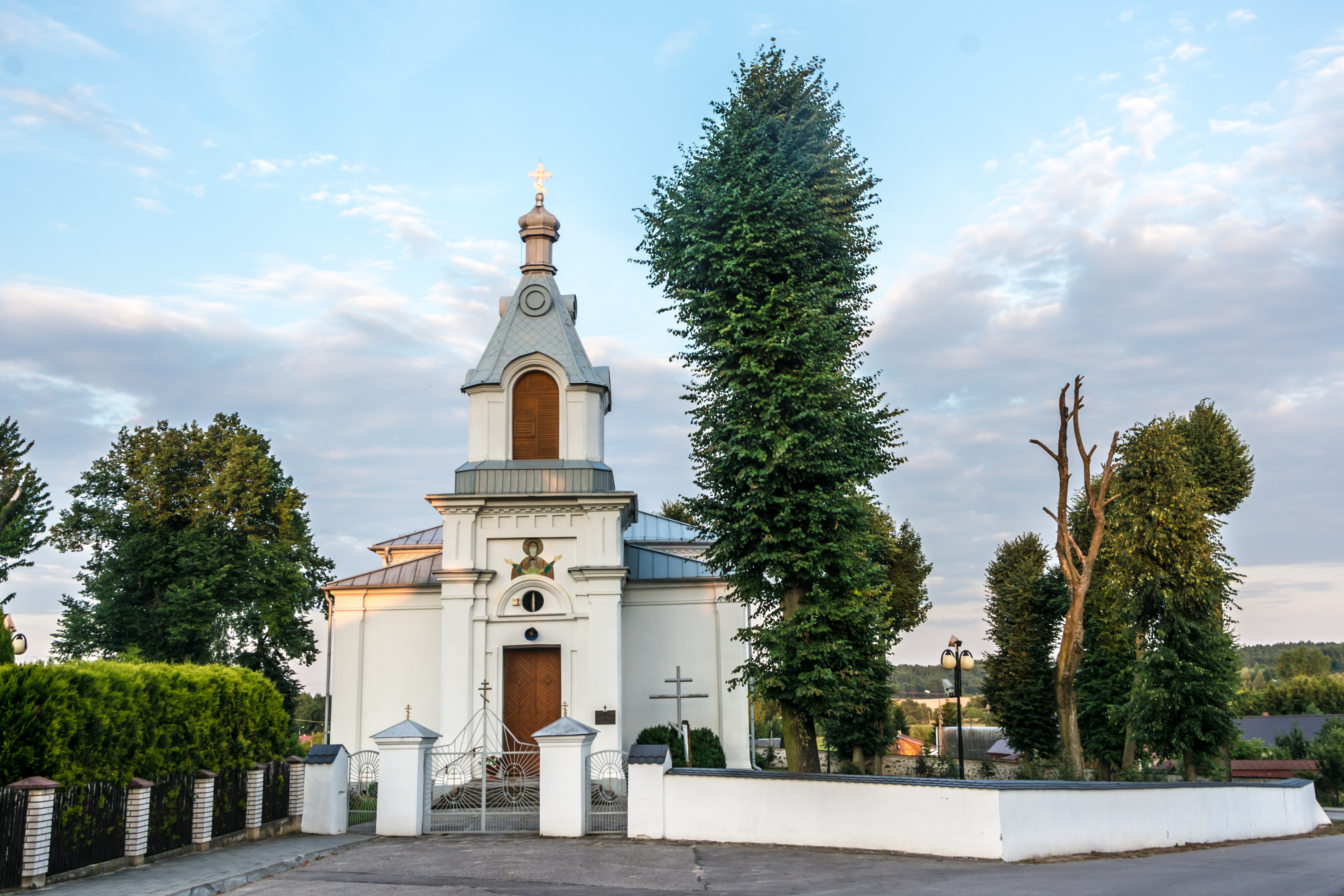
Igreja ortodoxa da Natividade da Virgem Maria
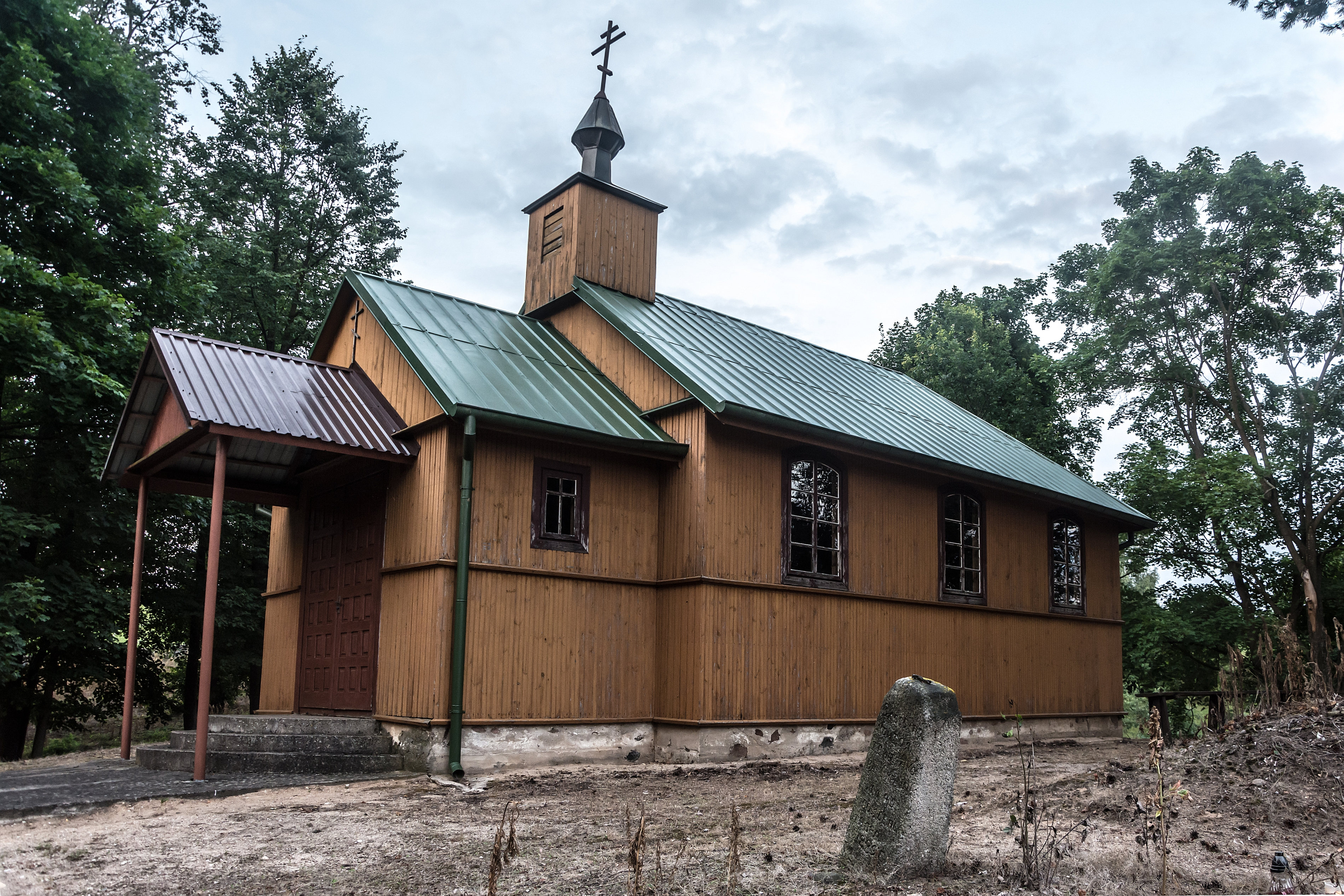
Capela ortodoxa de Santo Antão
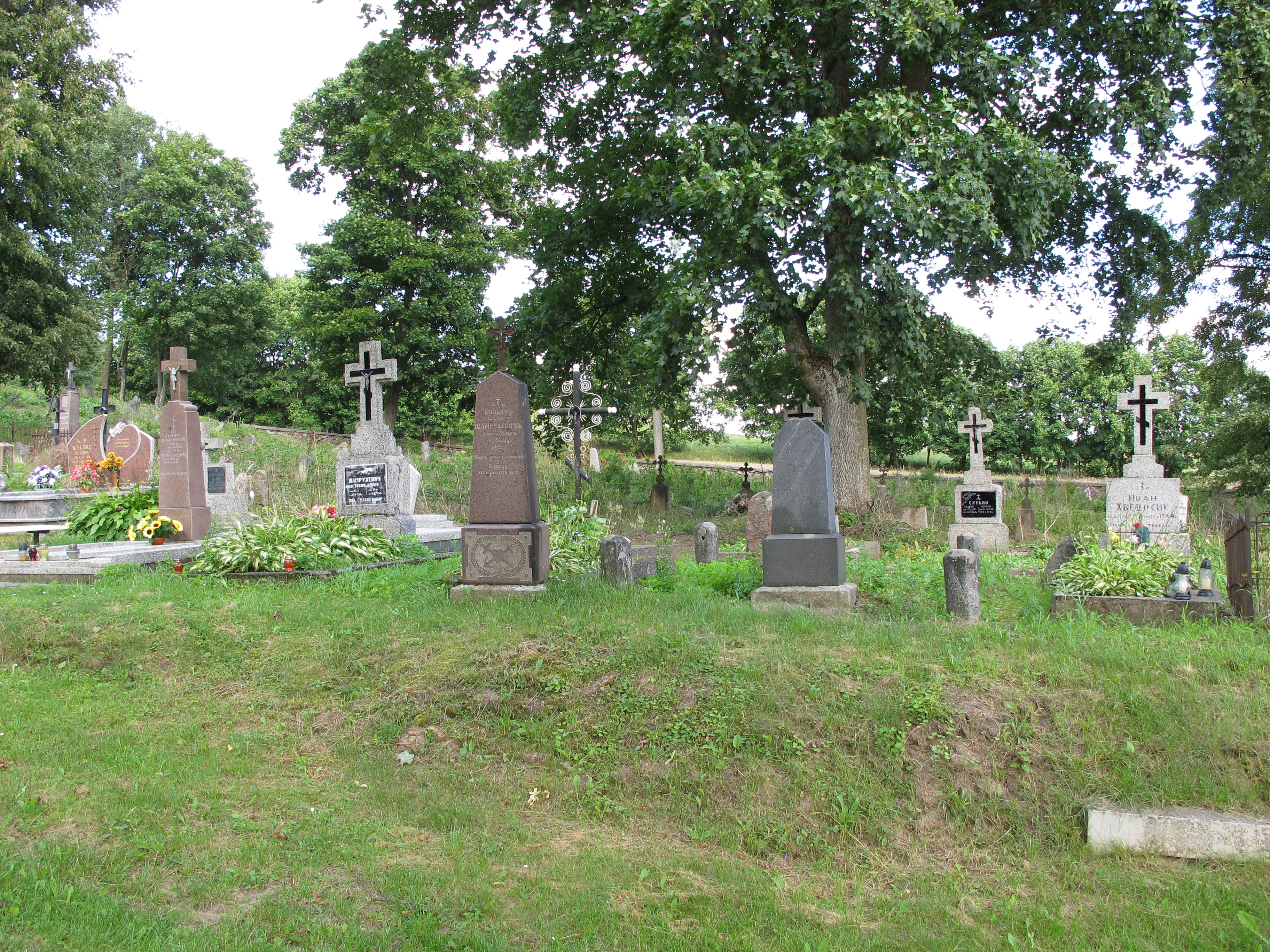
Cemitério ortodoxo
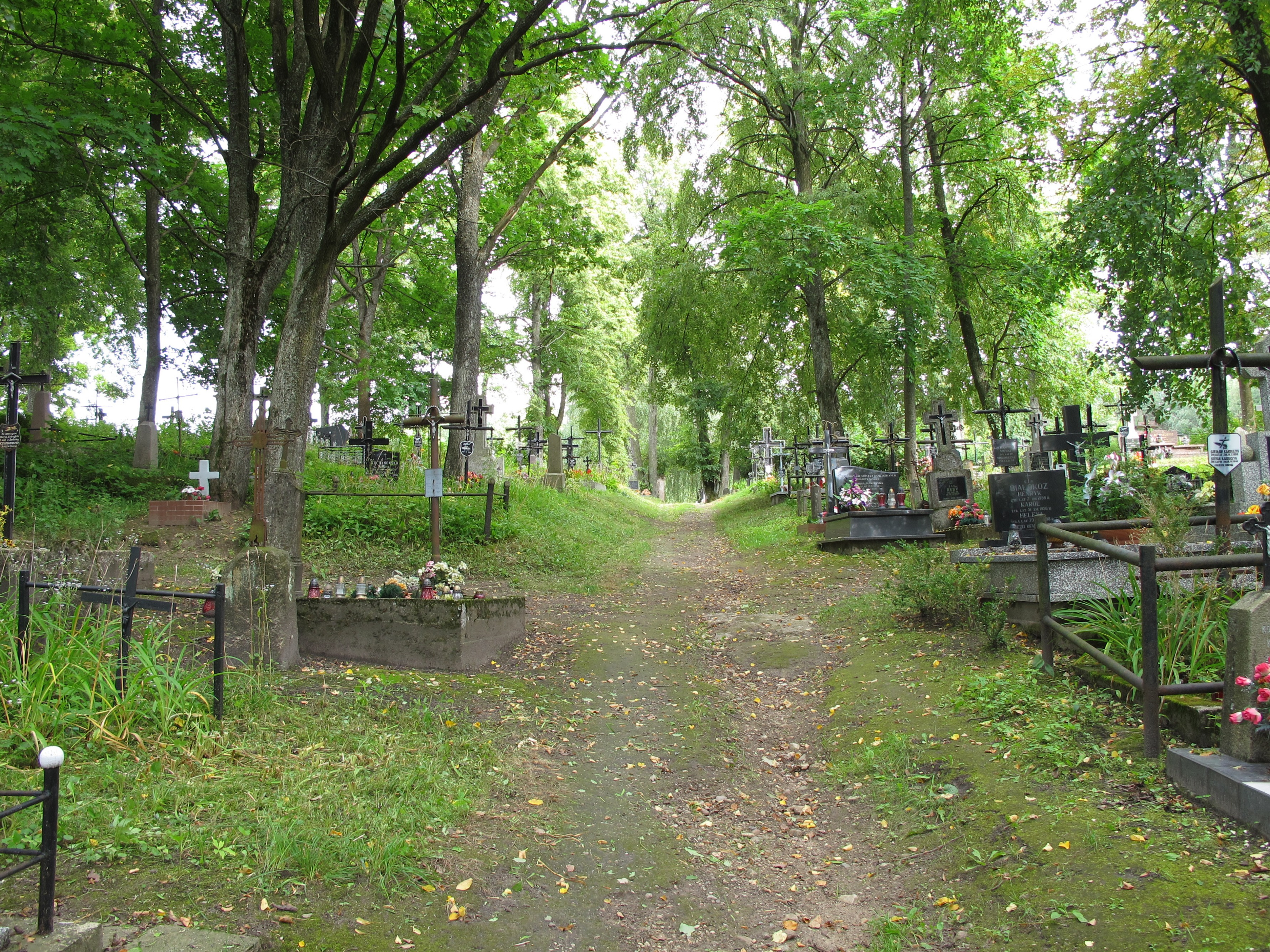
Cemitério católico
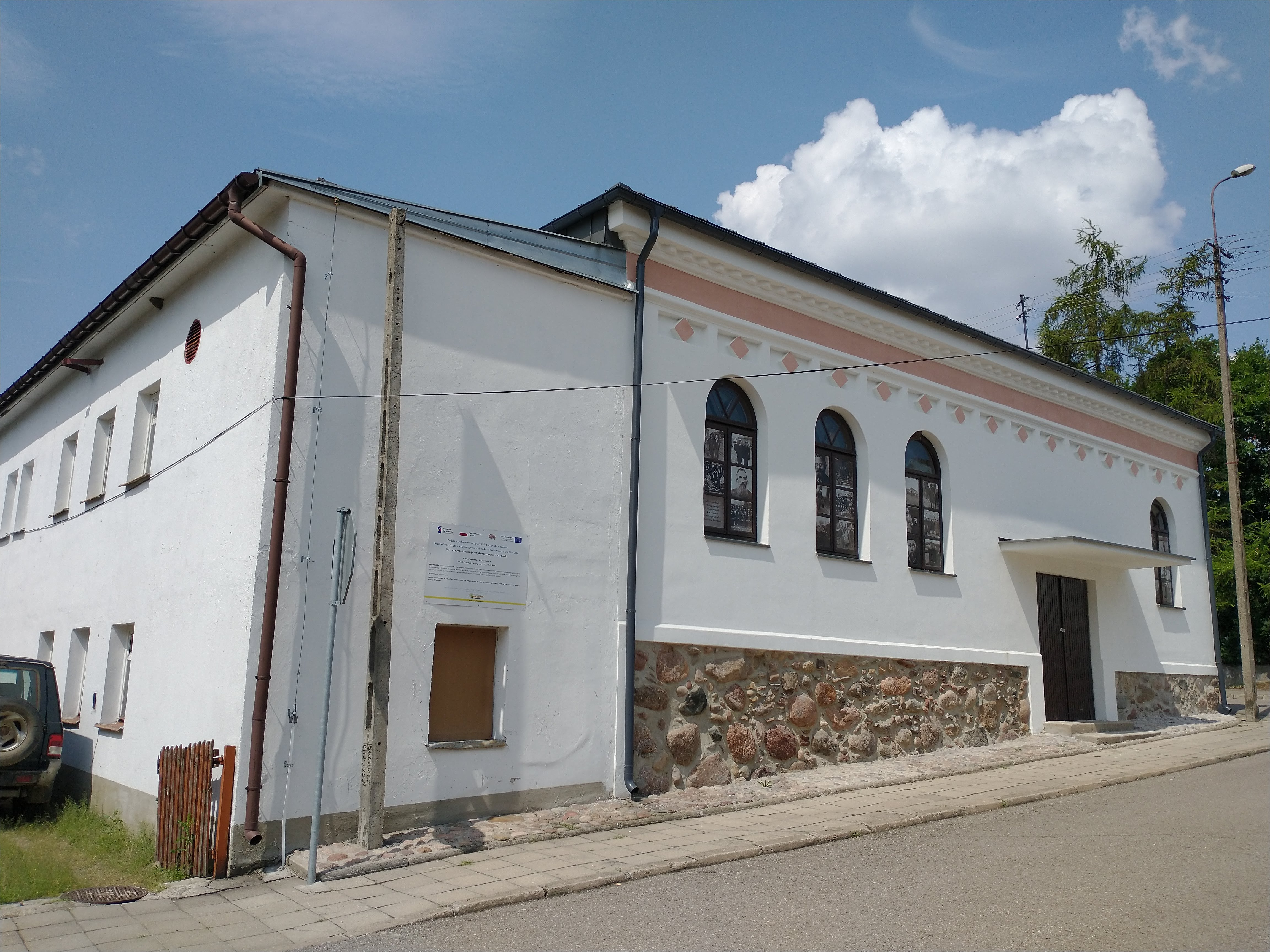
Sinagoga caucasiana
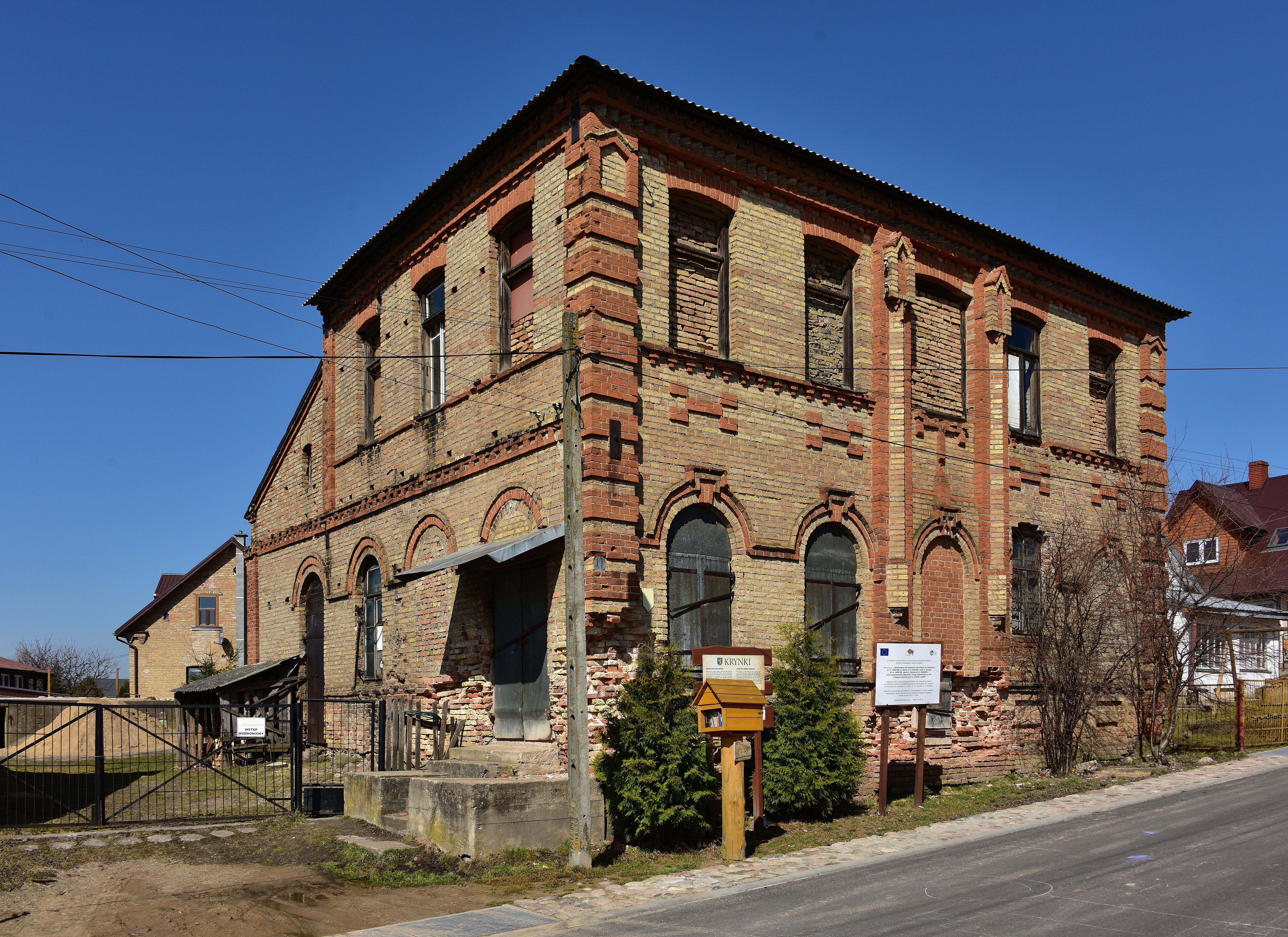
Sinagoga hassídica
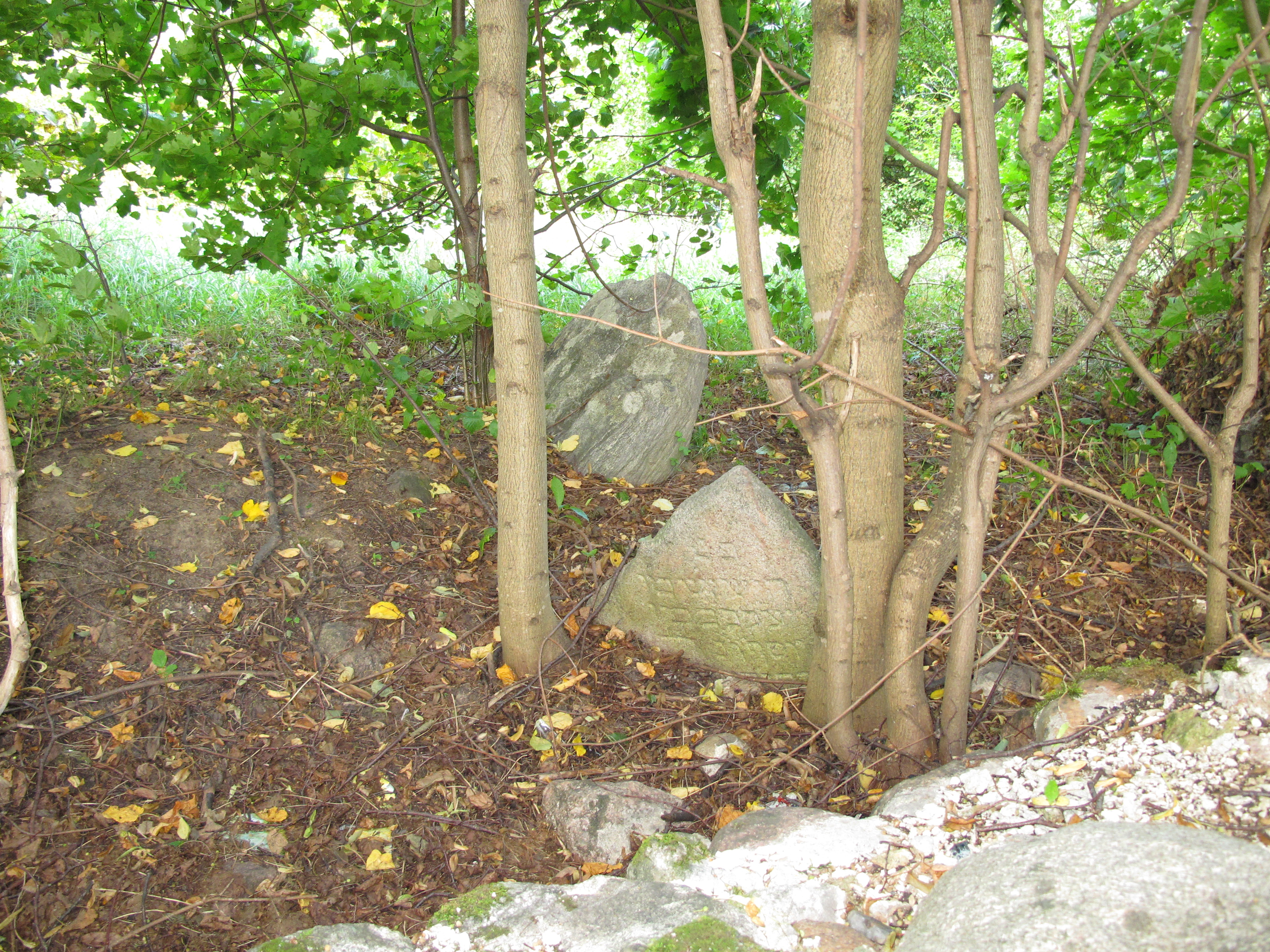
Matzevas no cemitério judeu
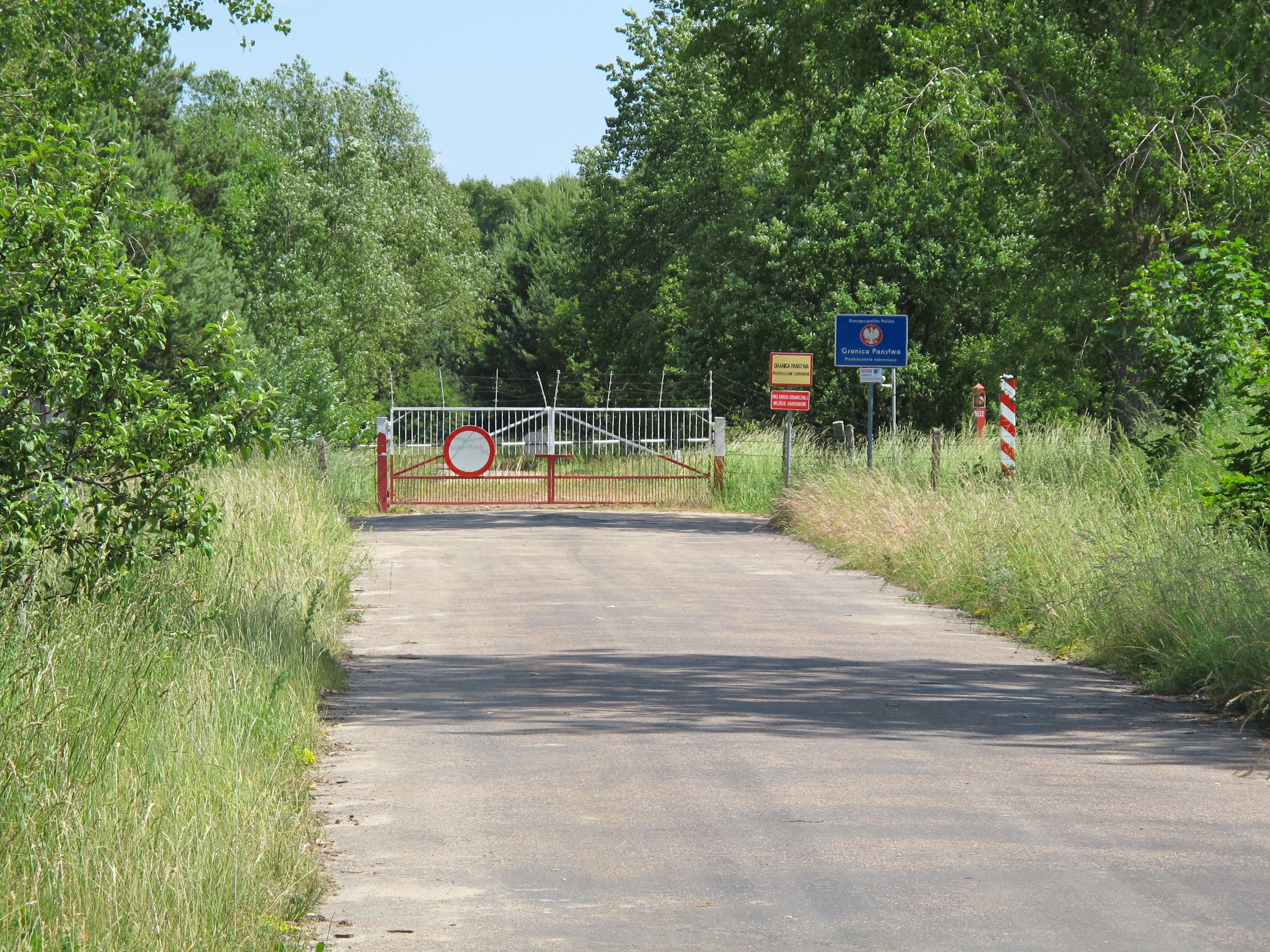
Fronteira polaco-bielorrussa perto da cidade de Krynki